# Ciśnienie akustyczne

Wykres przedstawiający ciśnienie akustyczne na tle ciśnienia atmosferycznego

Ciśnienie akustyczne – zmienne w czasie odchylenie od średniej wartości ciśnienia statycznego panującego w ośrodku, występujące podczas rozchodzenia się w nim fali akustycznej. Ciśnienie akustyczne wyraża się w paskalach.
Najmniejsze ciśnienie akustyczne, które wywołuje u człowieka wrażenie słuchowe wynosi 2·10−5 Pa. Jest to ciśnienie odniesienia, oznaczane {\displaystyle p_{0}}.
Ponieważ słuch ludzki reaguje na bodźce w sposób logarytmiczny, ciśnienie akustyczne wyraża się często w skali logarytmicznej (w decybelach). Poziom ciśnienia akustycznego to logarytm stosunku ciśnienia zmierzonego {\displaystyle p} do ciśnienia odniesienia, określony wzorem:
{\displaystyle L_{p}=10\,\log _{10}\left({\frac {p^{2}}{p_{0}^{2}}}\right)\mathrm {dB} .}
Dla kilku źródeł dźwięku zapis przyjmuje postać:
{\displaystyle L_{p}=10\,\log _{10}\left({\frac {p_{1}^{2}+p_{2}^{2}+\dots }{p_{0}^{2}}}\right)\mathrm {dB} .}
Dla jednego źródła wzór upraszcza się do:
{\displaystyle L_{p}=20\,\log _{10}\left({\frac {p_{1}}{p_{0}}}\right)\mathrm {dB} ,}
Ciśnienie akustyczne {\displaystyle p} jest też związane zależnościami:
{\displaystyle p=Z\cdot v={\frac {J}{v}}={\sqrt {J\cdot Z}},}
gdzie:
{\displaystyle Z} – oporność falowa w Pa·s/m,
{\displaystyle v} – prędkość cząsteczek w m/s,
{\displaystyle J} – natężenie dźwięku w W/m².

## Spadek ciśnienia akustycznego dźwięku w pomieszczeniu

Rozkład poziomu ciśnienia akustycznego w pomieszczeniu w funkcji odległości od źródła z zaznaczonymi strefami pola akustycznego

Wartość ciśnienia akustycznego fali sinusoidalnej emitowanej przez punktowe źródło dźwięku wyraża się wzorem:
{\displaystyle p={\frac {1}{r}}{\sqrt {\frac {P\rho c}{2\pi }}},}
gdzie:
{\displaystyle r} – odległość od źródła dźwięku,
{\displaystyle p} – amplituda ciśnienia akustycznego,
{\displaystyle \rho } – gęstość ośrodka,
{\displaystyle c} – prędkość rozchodzenia się fali akustycznej.
Wynika stąd, że ciśnienie akustyczne jest odwrotnie proporcjonalne do odległości od źródła. Podwojeniu odległości od źródła odpowiada więc dwukrotny spadek ciśnienia.
Obecność powierzchni odbijających w pomieszczeniach sprawia, że prawo odwrotnej proporcjonalności nie jest spełnione, a pole swobodne może istnieć tylko w niewielkiej odległości od źródła. W polu bliskim występują duże fluktuacje ciśnienia akustycznego w funkcji położenia punktu pomiarowego, a ich zakres maleje ze wzrostem odległości od źródła. Wielkość obszaru pola bliskiego zależy od częstotliwości, rozmiarów źródła i stosunków fazowych jego powierzchni promieniujących. W przypadku pola swobodnego energetycznie dominującą składową pola jest fala biegnąca bezpośrednio ze źródła dźwięku, której poziom zmniejsza się o 6 dB na każde podwojenie odległości. Odległość, w której moc fali bezpośredniej równa jest mocy fal odbitych, nosi nazwę odległości granicznej. W obszarze pola pogłosowego występują fluktuacje ciśnienia akustycznego wynikające z interferencji fali bezpośredniej i fal odbitych. Wartość ciśnienia akustycznego zmienia się nieznacznie z odległością od źródła. W granicznym przypadku, gdy pole pogłosowe wypełnia cała objętość pomieszczenia, ciśnienie nie zależy od odległości od źródła i jest stałe w każdym punkcie pomieszczenia.